# Otto Wilhelm Sonder
Otto Wilhelm Sonder (Bad Oldesloe, 18 giugno 1812 – Amburgo, 21 novembre 1881) è stato un botanico e farmacista tedesco.

## Biografia
Dal 1841 al 1878 fu titolare di una farmacia ad Amburgo. Nel 1846 ricevette il dottorato onorario presso l'Università di Königsberg.
Sonder conservò un'estesa raccolta botanica contenente centinaia di migliaia di esemplari. Con il passare del tempo diventò troppo anziano per gestirla da solo, allora la vendette al suo amico Ferdinand von Mueller, che ne vendette una parte al Museo svedese di storia naturale e a Jean Michel Gandoger, mentre la maggior parte della collezione, circa 250-300.000 esemplari, andò ai Reali giardini botanici di Melbourne.
Fu co-autore con William Henry Harvey (1811-1866) di Flora Capensis (7 vol. 11, 1859-1933) e fu autore di un trattato botanico del 1851 chiamato Flora Hamburgensis.
Da lui prende nome il genere vegetale Ottosonderia della famiglia Aizoaceae.
| Sond. è l'abbreviazione standard utilizzata per le piante descritte da Otto Wilhelm Sonder. Consulta l'elenco delle piante assegnate a questo autore dall'IPNI. |